# Euthore fassli
Euthore fassli är en trollsländeart som beskrevs av Friedrich Ris 1914. Euthore fassli ingår i släktet Euthore och familjen Polythoridae. IUCN kategoriserar arten globalt som otillräckligt studerad. Inga underarter finns listade i Catalogue of Life.